# Brouwerij en stokerij Rigaux

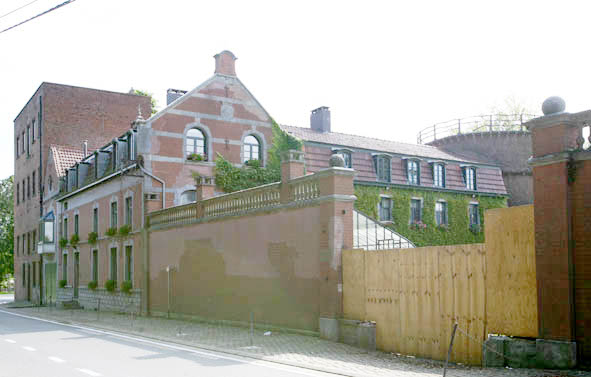

Brouwerij en stokerij Rigaux is een voormalige brouwerij-distilleerderij in Bever en is erkend als bouwkundig erfgoed.

## Beschrijving
De brouwerij is gelegen in de Kamstraat, een van de weinige straten met een straatnaam in Bever. Kamstraat verwijst naar het oude woord “kam” of kamme” dat brouwerij betekent. Volgens Dominique Delvin, schrijver van "La Notice Historique et Généologique sur la Famille Noble de Massiet de Biévène", 1903, noemde men dit gehucht voordien “Outre le pont”, voorbij de brug.
De brouwerij-distilleerderij Rigaux werd in 1789 opgericht door Josse Rigaux. Hij kocht ook het overliggende oude kasteel van de familie Massiet over om er een stockeerplaats van te maken. In 1903 behoorden de hoeve en de brouwerij toe aan de heren Paul en Oscar Rigaux, brouwers en likeurstokers.
De familie Rigaux deed in 1883 een aanvraag aan de gemeente om een spoorlijn aan te leggen, van de brouwerij dwars over de straat naar de overgelegen opslagplaats. Op het spoor kwamen wagonnetjes die werd voortgetrokken door paarden. In de uitsluitend landelijke gemeente Bever was deze ‘ijzeren weg’ een bezienswaardigheid. Op oude facturen zie je hoe het spoorlijntje van de brouwerij naar het vroegere kasteel “de Massiet” liep.
De brand van 5 januari 1901, waarbij de molen werd vernield, luidde een grondige renovatie in van het hele gebouwenpatrimonium. De molen werd niet meer heropgebouwd en diende als opslagplaats. De stopzetting van het bedrijf in 1940 leidde uiteindelijk tot de afbraak van het industriële gedeelte in 1980, met uitzondering van de molenromp en een hoog volume met drie verdiepingen onder een plat dak langs de straat.
Rechtover de brouwerij bouwde de familie een villa die later verkocht werd aan de ‘gendarmerie”: villa Rigaux. Op oude prentkaarten zie je het gebouw in zijn functie van rijkswachtpost. Later, in het derde kwart van de twintigste eeuw kreeg het een bestemming als gemeentehuis. Het huidige gemeentehuis omvat nog steeds de oude villa ingewerkt in een moderne aanbouw.

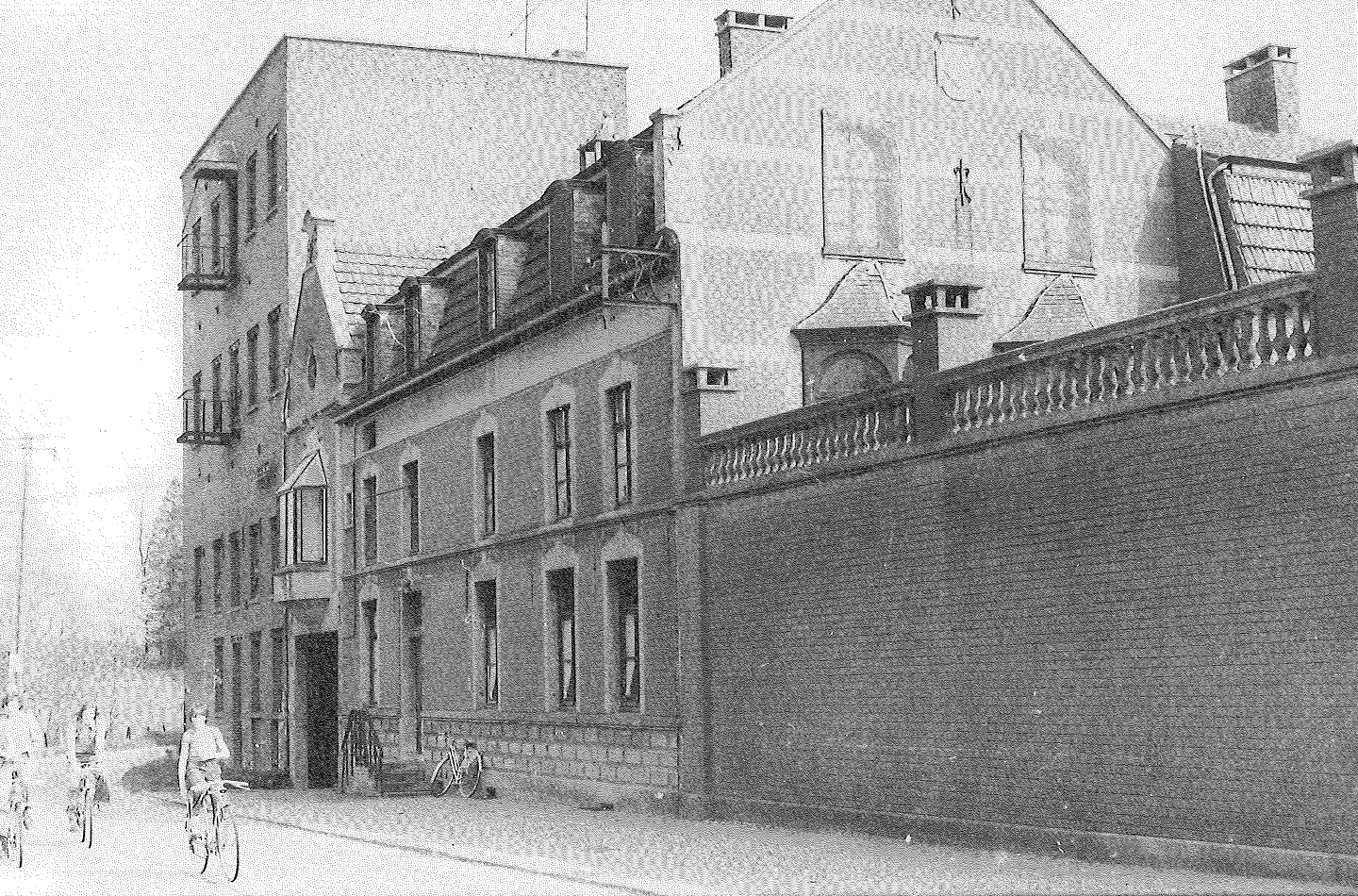
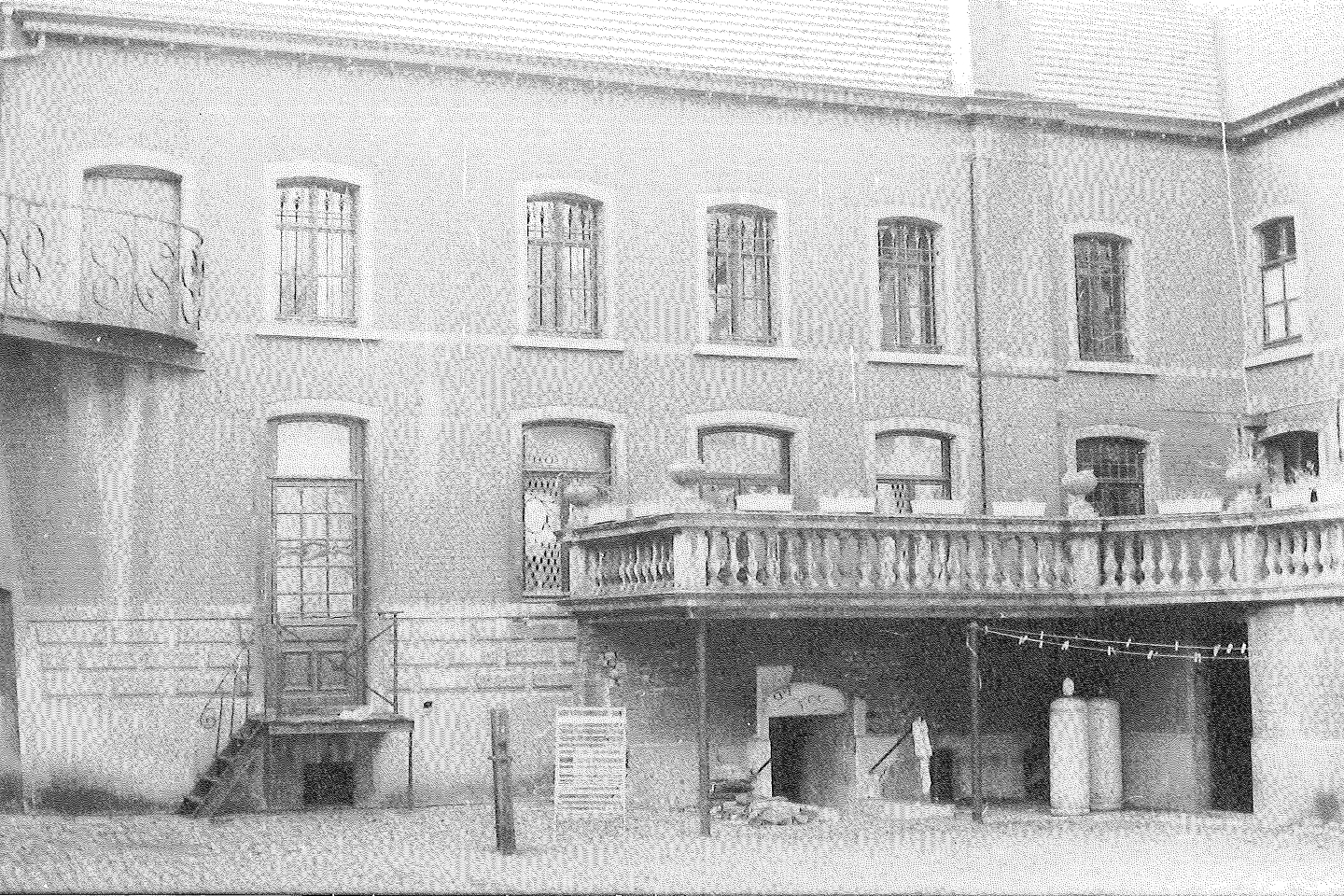
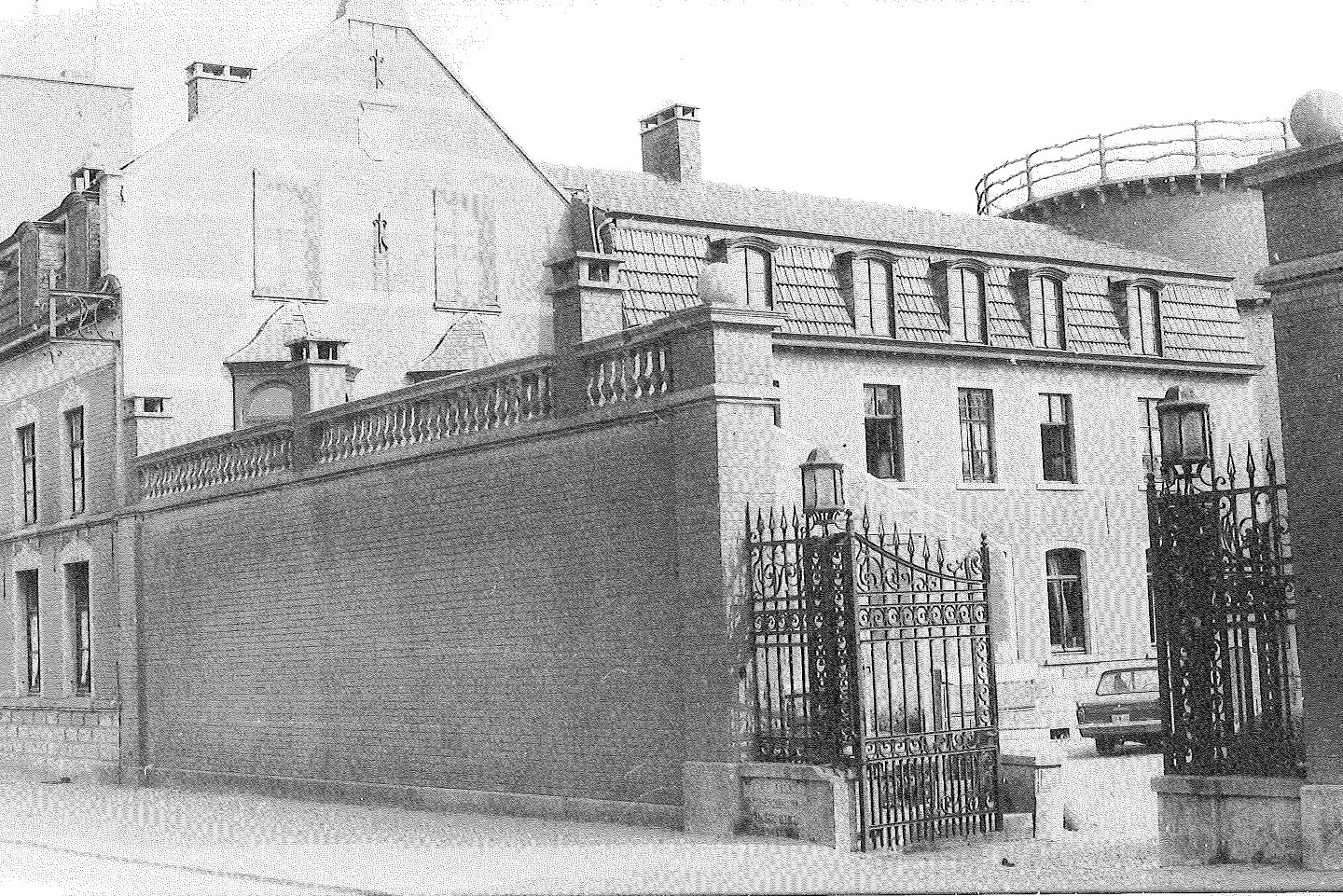
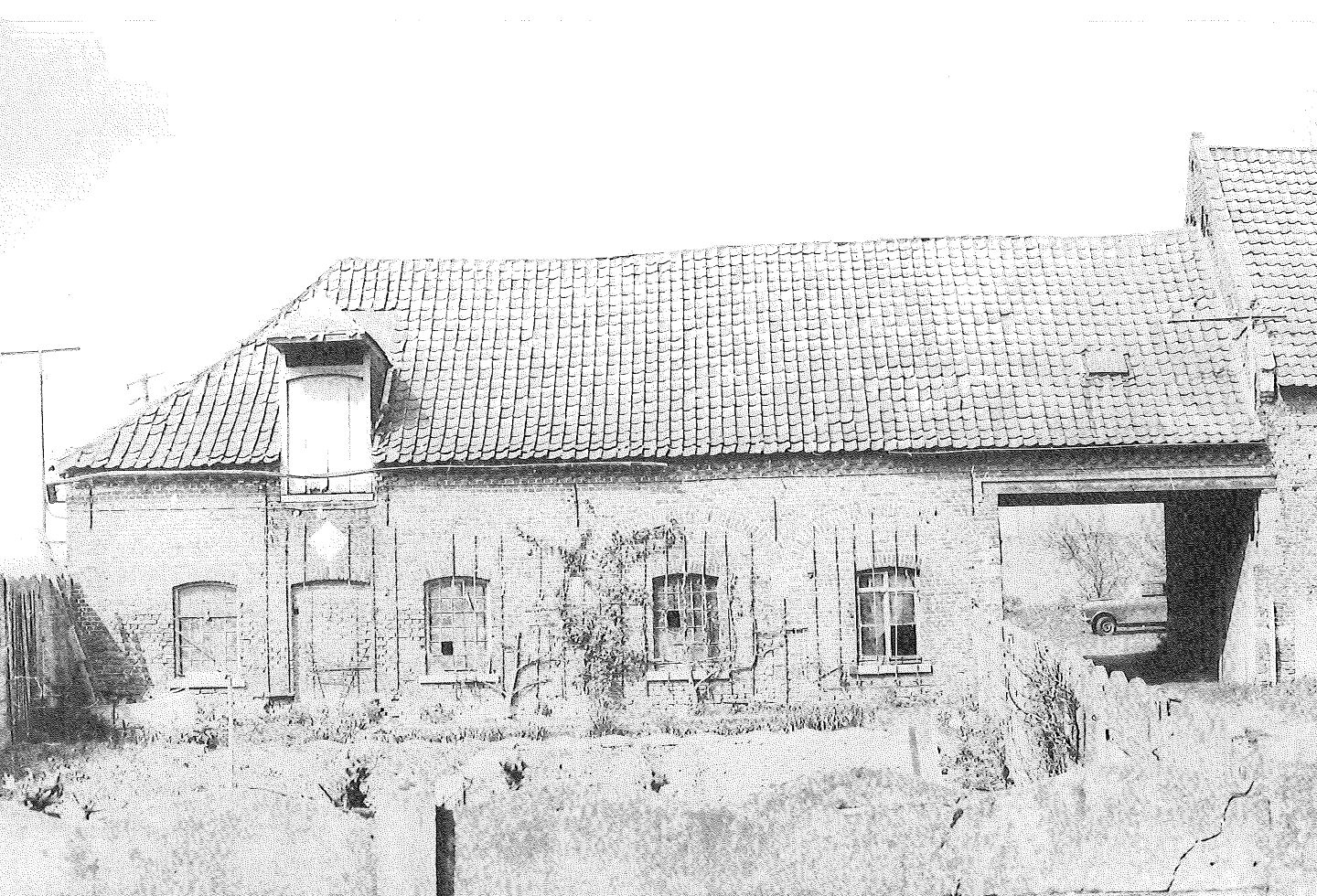
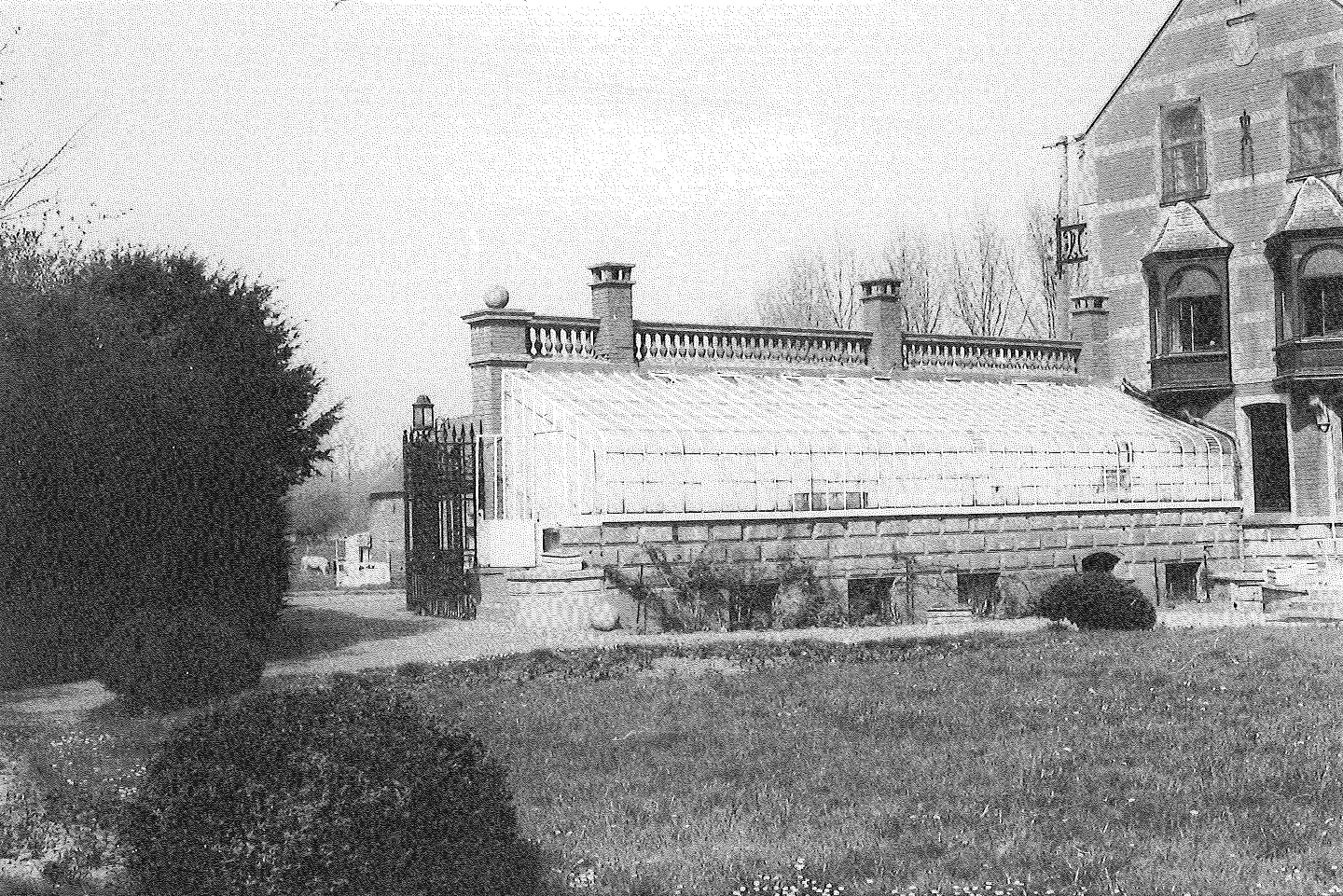
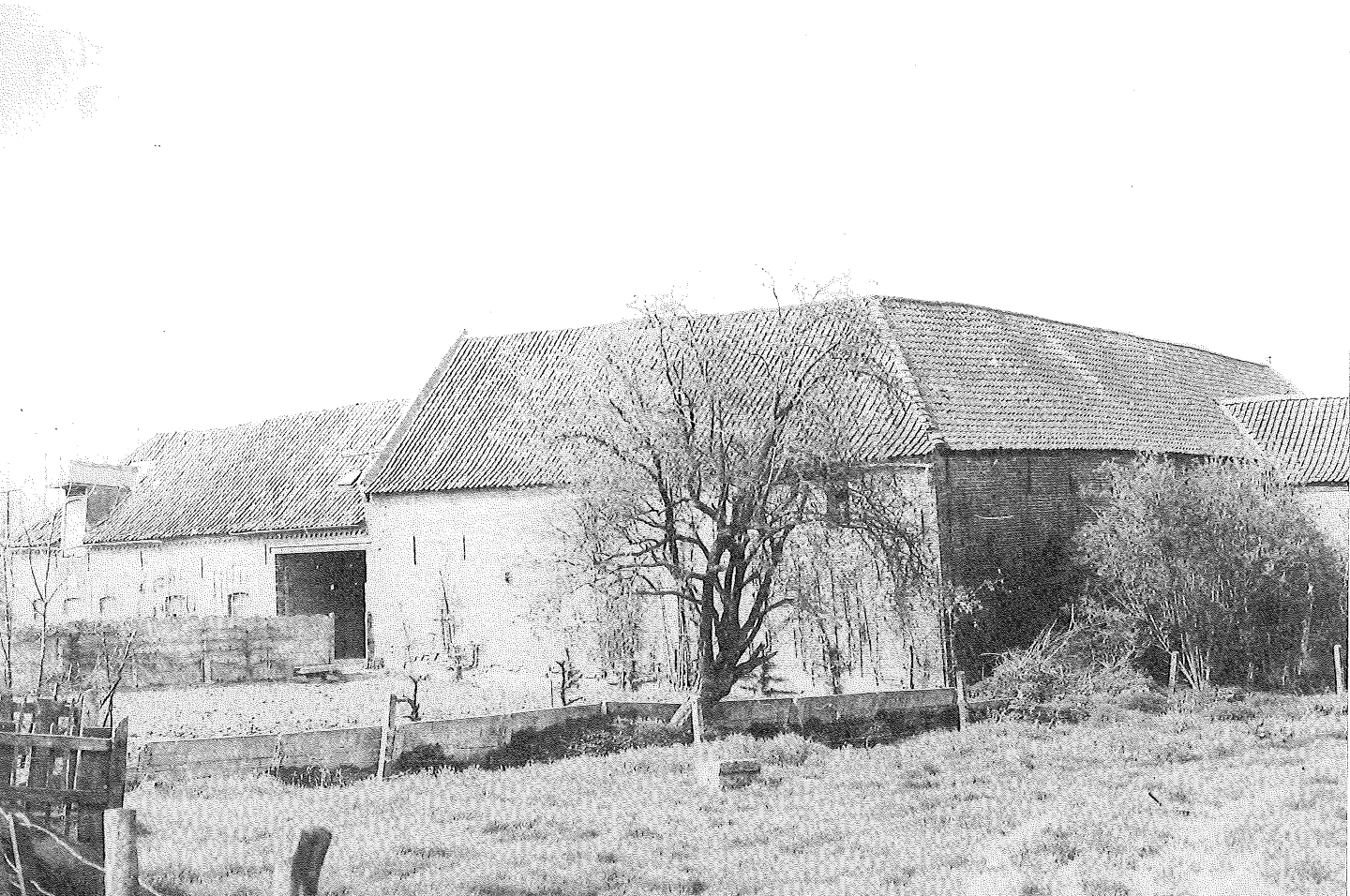
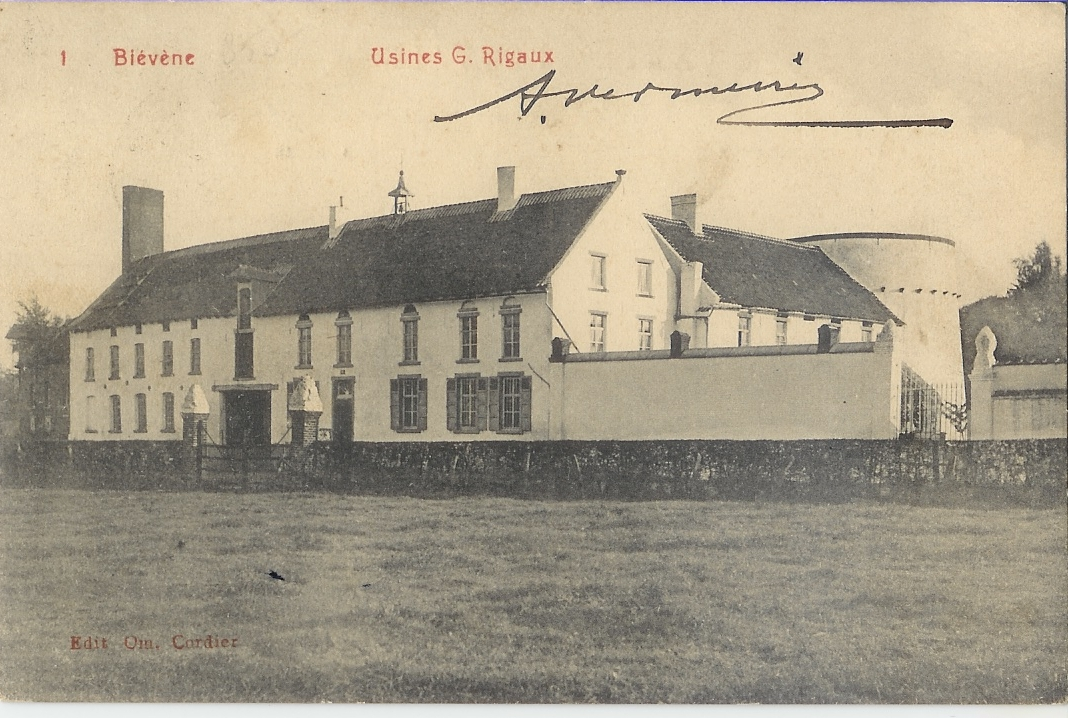
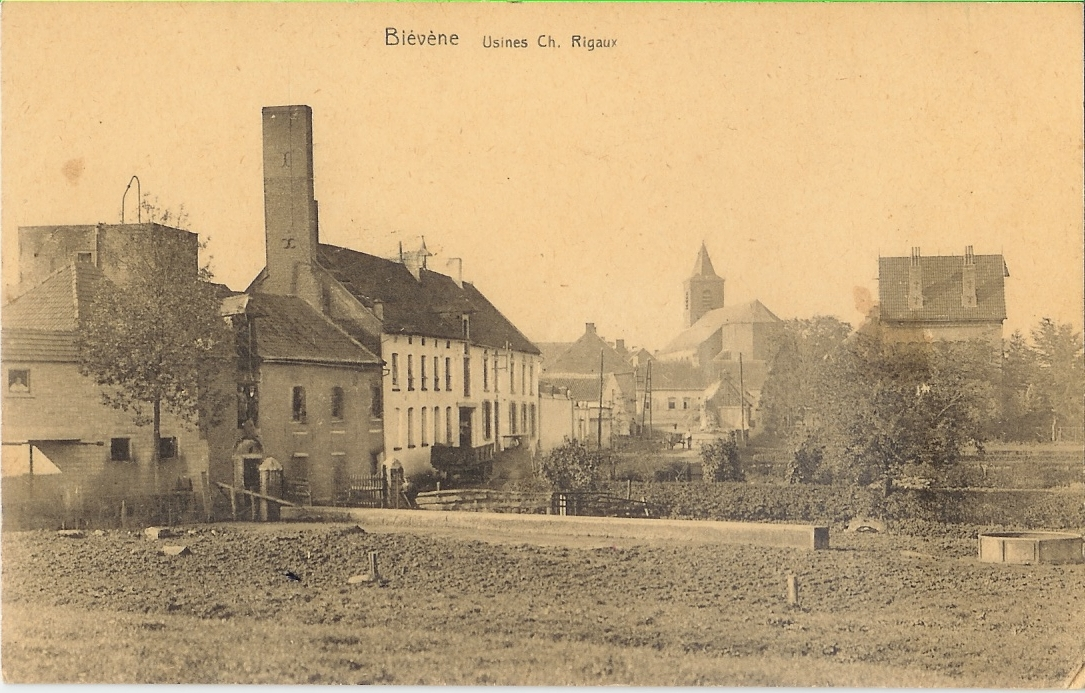
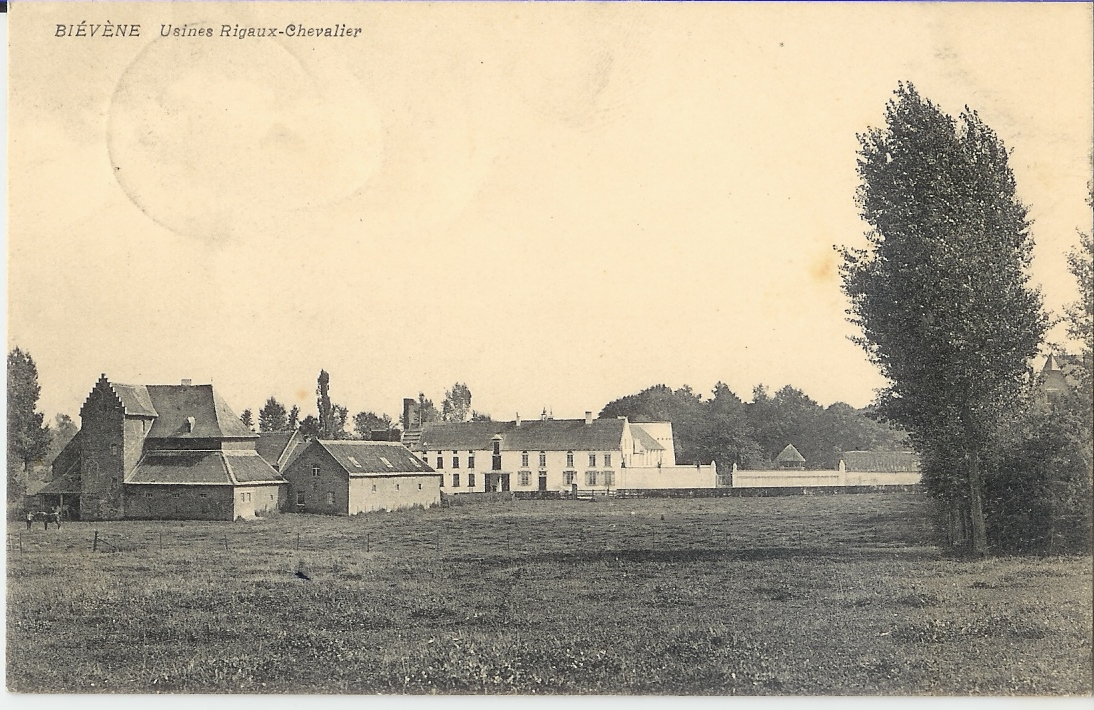
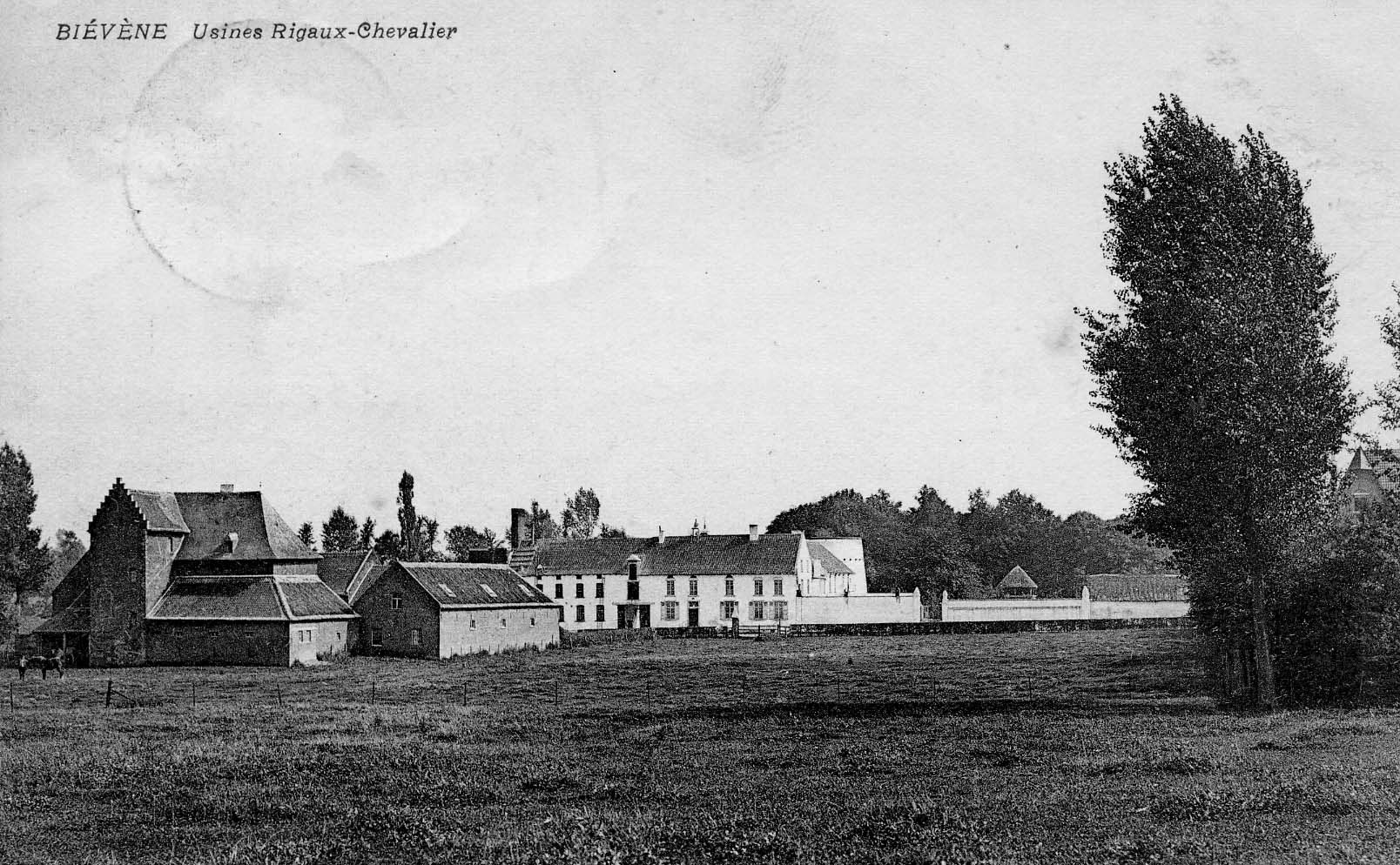

### Rigaux als drankenproducent
Rigaux groeide uit tot een belangrijke drankproducent in de regio, met een jaarlijkse productie van 1500 vaten bier en 130 vaten jenever van 10 graden.
In de jaren 1880-1900 werden de gebouwen uitgebreid en werd de productie gemoderniseerd door de installatie van een stoommachine.

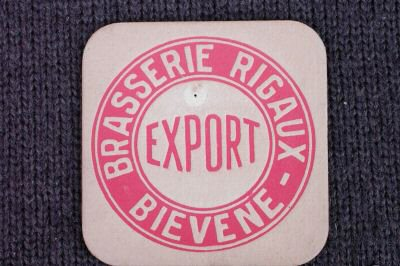
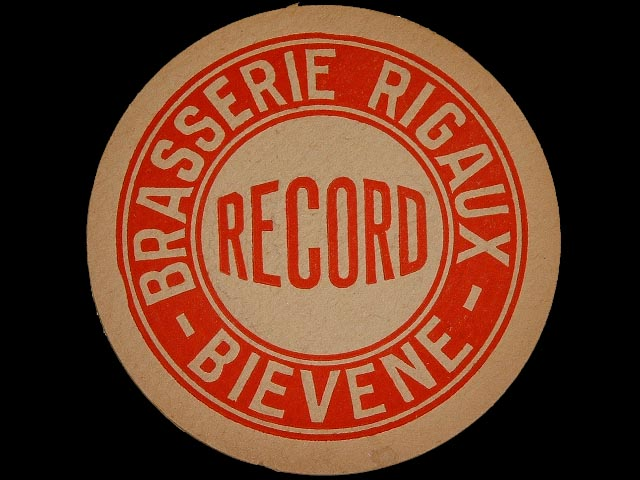
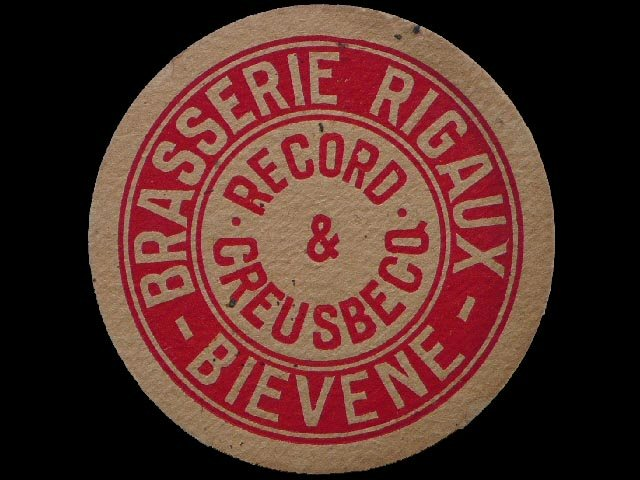
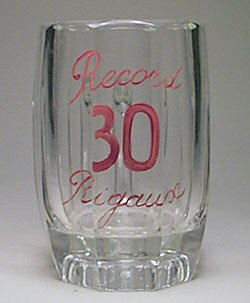